# Puccinellia simplex
Puccinellia simplex är en gräsart som beskrevs av Frank Lamson Scribner. Puccinellia simplex ingår i släktet saltgrässläktet, och familjen gräs. Inga underarter finns listade i Catalogue of Life.